# Edificio de las Cráteras
El edificio de las Cráteras de Alcalá de Henares fue construido en 1888 por la Sociedad de Condueños, dentro de la Manzana Fundacional Cisneriana de la Universidad de Alcalá.

## Historia

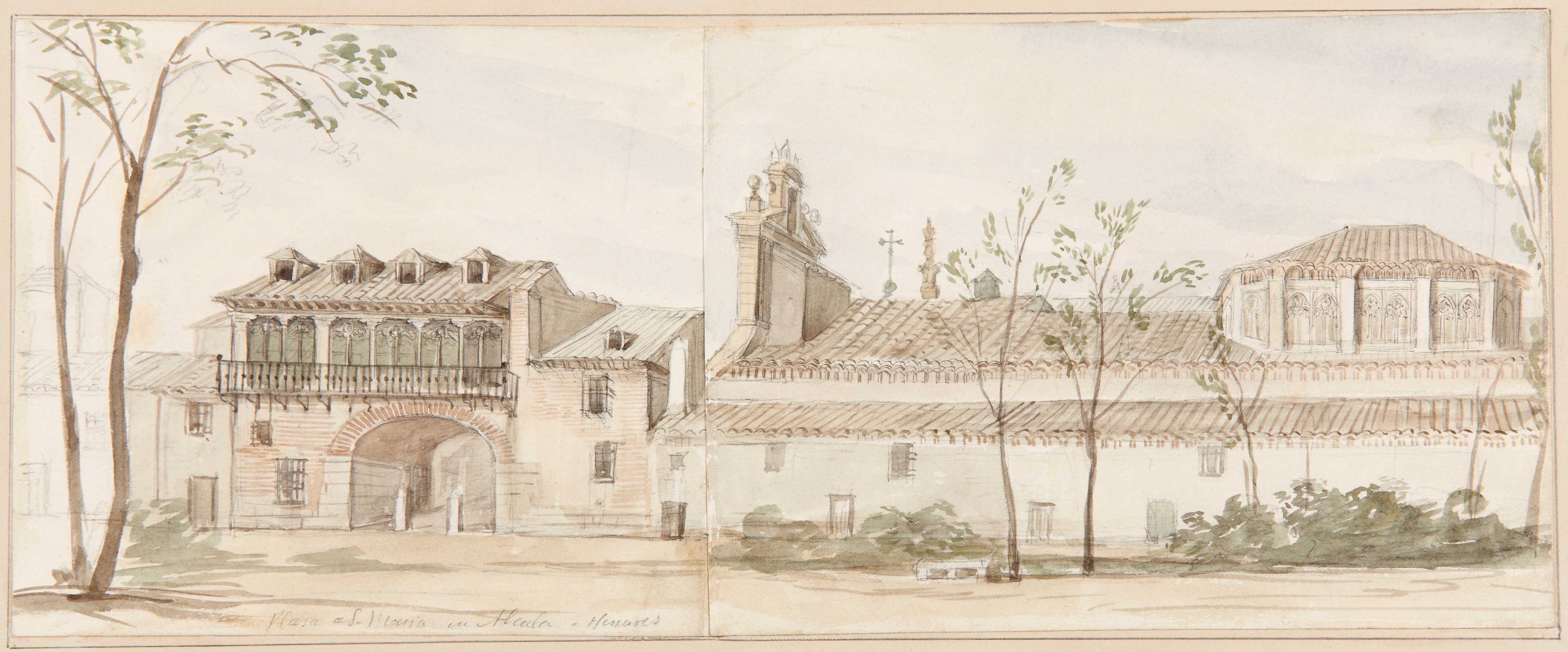
Antiguo arco de la Universidad de Alcalá (Valentín Carderera, 1846).

El Cardenal Cisneros fundó en 1499 la Universidad de Alcalá en el tercio oriental de Alcalá de Henares, por dentro de su recinto amurallado, constituyendo la primera ciudad universitaria planificada de la historia. A lo largo de dos siglos se erigieron unos 50 colegios universitarios, destacando la Manzana Fundacional Cisneriana de la Universidad de Alcalá, que incluía también edificios auxiliares como capilla, carnicería, cárcel, residencia de bedeles, etc. En la esquina que forman la actual plaza de Cervantes (antaño "del Mercado") con la calle Pedro Gumiel había un edificio que sustentaba el "Arco de la Universidad". Era un edificio en voladizo, que servía para que las autoridades universitarias presidieran, desde su balcón, los actos que se celebraban en la antigua plaza del Mercado. 
Tras la clausura de la Universidad de Alcalá en 1836 y la subasta de sus edificios y bienes, estos sufrieron un gran deterioro por el desmantelamiento y abandono de sus estructuras. Cuando el Conde de Quinto derribó el Arco de la Universidad, los alcalaínos se levantaron en cólera y decidieron fundar en 1851 la Sociedad de Condueños de los Edificios que fueron Universidad, con el objetivo de comparar la Manzana Cisneriana, evitar su deterioro y preservarla hasta la reapertura de la Universidad de Alcalá.
La Sociedad de Condueños construyó tres edificios en la manzana universitaria: el Edificio de las Cráteras (1888) el Círculo de Contribuyentes (1893) y el Hotel Cervantes (1916); con el objeto de renovar las partes menos nobles de la manzana original y levantar edificios de más calidad. 
El edificio actual, situado en la plaza de Cervantes número 8, sucedió al que en su día sustentaba el arco de la Universidad y ocupó parte de la sacristía de la Capilla de San Ildefonso. Lo proyectó José Villaplana en 1887 como casa de vecindad, pero a su muerte, lo sustituyó Manuel Díaz Falcón y se finalizó su construcción en 1888. Entre sus peculiaridades, es uno de los pocos edificios de la Plaza de Cervantes con una sola planta (bajo y primer piso) debido a las dificultades económicas del momento. Entre los años 2016 y 2019 se ha realizado su última restauración.

## Edificio

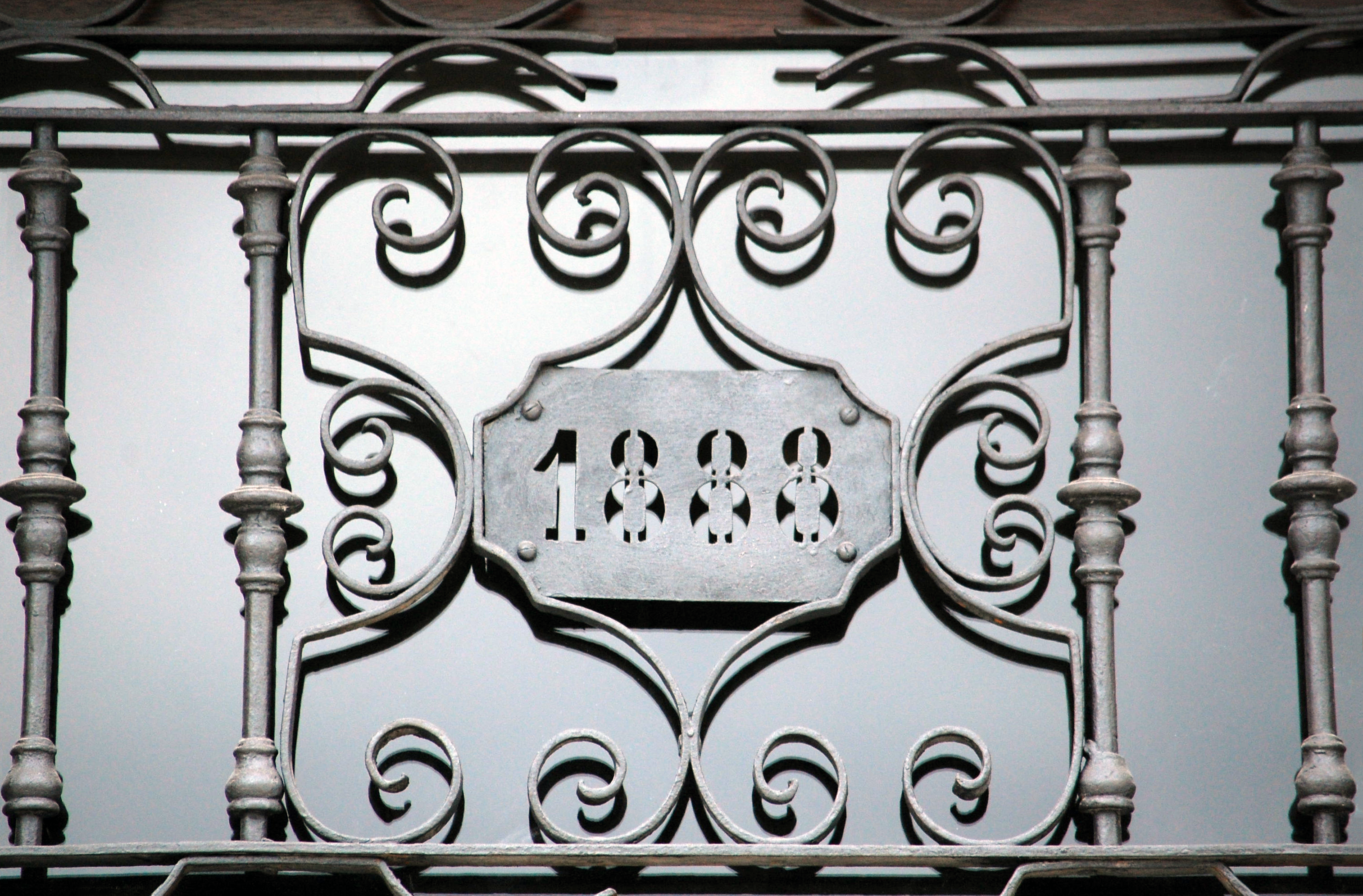
Forja de hierro en la puerta, indicando el año de construcción.

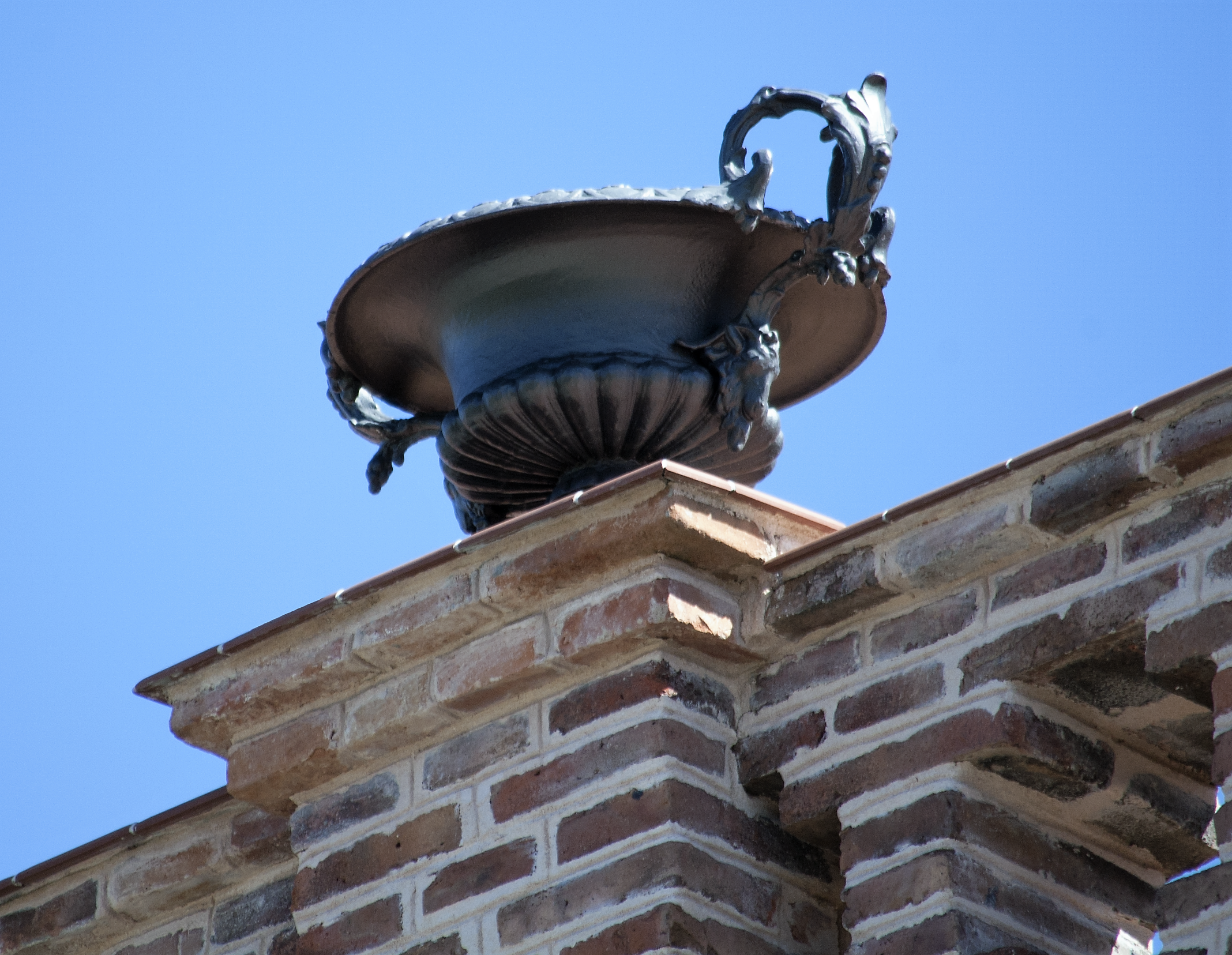
Crátera decorativa sobre la balaustrada de la cubierta.

El Edificio de las Cráteras es una construcción sobria en ladrillo de tejar, de estructura simétrica con bajo y primer piso, de estilo neomudéjar. La planta baja se sustenta sobre un zócalo de piedra, dando su única puerta de entrada a la plaza de Cervantes. Presenta un patio interior con dos pilas de piedra y un pozo sin brocal.
Su fachada la remata una balaustrada, decorada con 12 cráteras de campana (un tipo de vasija con forma de campana invertida, cuyas asas son salientes y dirigidas hacia arriba) que le aportan singularidad. Las cráteras son de hierro fundido y pesan 26 kg cada una. Este ornamento fue retirado en 1960. En 2019 fueron repuestas tras un laborioso proceso de recuperación y restauración. La empresa Metalúrgica Madrileña ha reproducido las cuatro cráteras que faltaban para completar la docena original.

## Reconocimiento

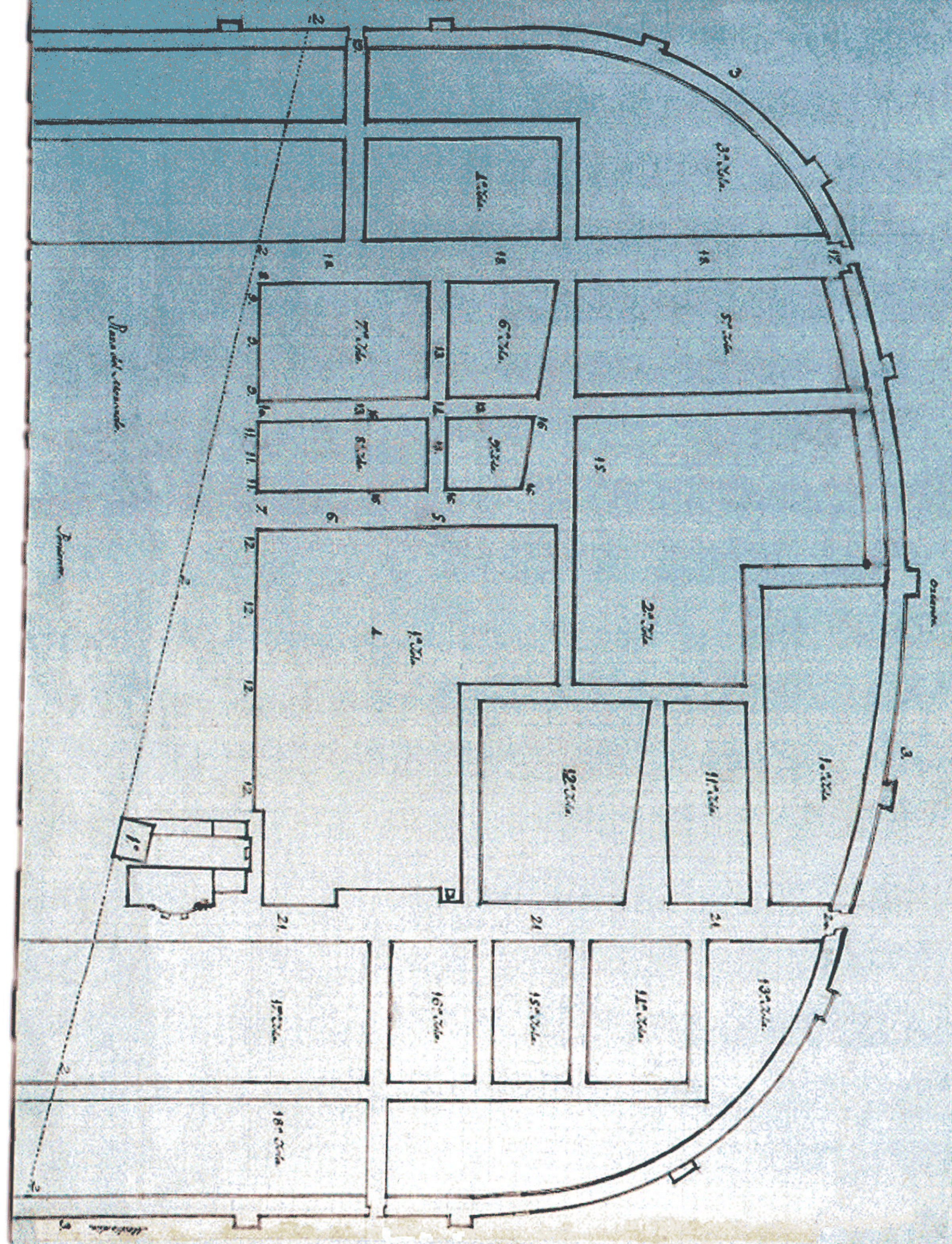
Plano urbano según Juan de Ovando en 1564.

En 1998 fue declarado Patrimonio de la Humanidad, como parte de la Universidad de Alcalá y del recinto histórico de Alcalá de Henares.
El 15 de junio de 2018 se incoó el expediente de declaración de Bien de Interés Cultural a la "Manzana Fundacional Cisneriana de la Universidad de Alcalá", por ser un conjunto de edificios con un gran valor histórico, arquitectónico y artístico. Finalmente el 12 de marzo de 2019, el Consejo de Gobierno de la Comunidad de Madrid la declaró Bien de Interés Cultural, en la categoría de monumento.